# Acanthacaris
Acanthacaris is een geslacht van kreeftachtigen uit de klasse van de Malacostraca (hogere kreeftachtigen).

## Soorten
- Acanthacaris caeca A. Milne-Edwards, 1881
- Acanthacaris tenuimana Spence Bate, 1888